# Елизаветинская улица (Петергоф)
Елизаве́тинская улица — улица в Петергофе. Идёт по южному побережью Невской губы от Ораниенбаумского шоссе до Курортной улицы. В реестре городских названий определено как: «от Ораниенбаумского шоссе за Курортную ул.».

## История
До Отечественной войны в зданиях бывших дач Ф. К. Сан-Галли, Л. И. Крона и А. А. Грубе (Приморская улица, 8) располагался санаторий Союза работников просвещения, для которого дачные сады были объединены прямыми аллеями. Санаторий дал новое имя этому предместью Старого Петергофа — посёлок Просвещение.

## Магистрали
Улица граничит или пересекается со следующими магистралями:
| 1. Ораниенбаумское шоссе 2. Приморская улица 3. Курортная улица |

## Достопримечательности
- Дачи Ф. К. Сан-Галли, Л. И. Крона и А. А. Грубе и Бенуа

Рядом с Елизаветинской улицей находятся:
- Парк Собственная дача
- Финский залив[2]

## Транспорт
- Автобусы:

- Остановка «Посёлок Просвещение»: № 200, 348, 349, 401

- Маршрутные такси:

- Остановка «Посёлок Просвещение»: № 401А